# Aderus notatipes
Aderus notatipes is een keversoort uit de familie schijnsnoerhalskevers (Aderidae). De wetenschappelijke naam van de soort werd in 1928 gepubliceerd door Maurice Pic.